# Loam
Loam is een restaurant in Galway, County Galway, Ierland. Het restaurant kreeg een Michelinster toegekend in 2016 en heeft deze behouden tot heden.
Chef-kok van "Loam" is Enda McEvoy. McEvoy behaalde eerder een Michelinster met restaurant Aniar.

## Onderscheidingen
- Michelinster 2016
- RAI awards (Restaurant Association of Ireland). Best Emerging Irish Cuisine 2015[5]